# Estadio Timoteo Machado
El estadio Timoteo Machado es un estadio multiusos. Está ubicado en la ciudad de Guano, provincia de Chimborazo. Fue inaugurado el 20 de julio de 1978. Es usado para la práctica del fútbol, tiene capacidad para 4000 espectadores.

## Historia

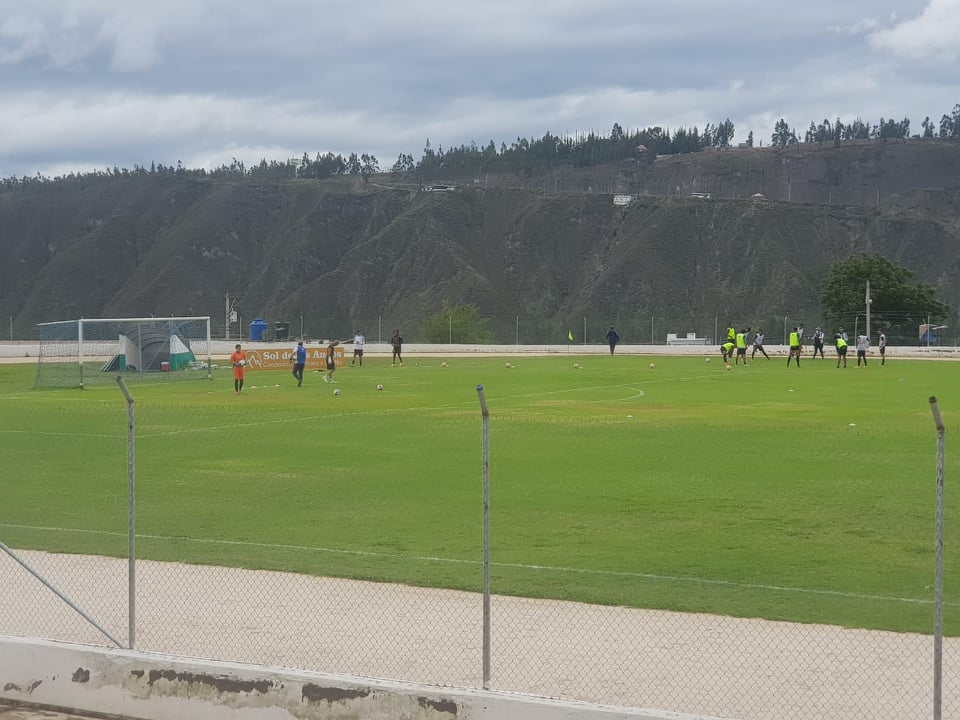
Vista de la cancha

El estadio ha desempeñado un importante papel en el fútbol local, ya que los clubes de Guano como el Club Deportivo Guano y el Club Social y Deportivo Alianza hacen de local en este escenario deportivo, que participan en la Segunda Categoría de Ecuador. Grandes equipos del país han visitado el estadio Timoteo Machado por torneos de Segunda Categoría, por ejemplo el Aucas en 2011, donde consiguió un importante empate 0–0 contra Alianza de Guano, resultado que lo clasificaría al hexagonal final de ese año. Otro destacado encuentro fue el del año 2017 donde se enfrentó al Club Deportivo Alianza Cotopaxi, en un intenso partido tras ir perdiendo 0–1 logró darle la vuelta al marcador y al final la victoria fue para el Alianza de Guano por 2 goles a 1.
El estadio es sede de distintos eventos deportivos a nivel local, ya que también es usado para los campeonatos escolares de fútbol que se desarrollan en la ciudad en las distintas categorías, también puede ser usado para eventos culturales, artísticos, musicales de la localidad.
El estadio tiene instalaciones con camerinos para árbitros, equipos local y visitante, zona de calentamiento, cabinas de prensa, entre otros servicios para los aficionados.
Además el recinto deportivo es sede de:
- Campeonatos Interprovinciales e intercantonales de fútbol.[3]
- Entrenamientos disciplinas fútbol y atletismo.[4]

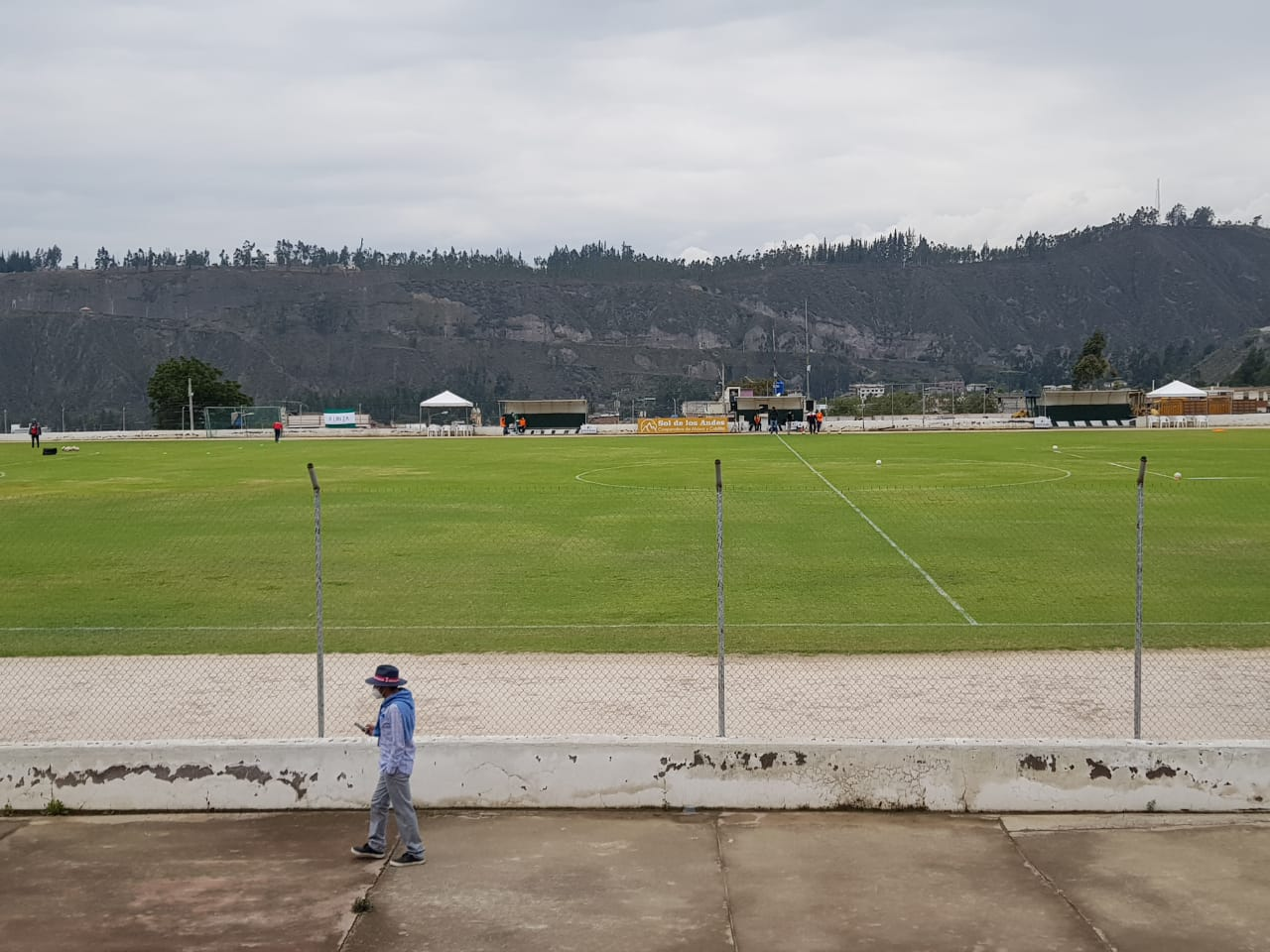
Vista de la cancha

En la temporada 2017 el principal club de la provincia el Centro Deportivo Olmedo decide jugar algunos partidos de local en el torneo de Serie B 2017 para el recinto deportivo de la ciudad de Guano, dejando atrás el Estadio Olímpico de Riobamba, así por primera vez en la historia del escenario deportivo será sede de partidos de Primera Categoría del fútbol ecuatoriano, el partido que marcó al estadio Timoteo Machado fue jugado el 13 de agosto de 2017 a las 12:00, se enfrentaron el local Olmedo contra el visitante Sociedad Deportiva Aucas de Quito, el resultado final favoreció a los quiteños por el marcador de 0–1, en un partido válido por la Fecha 26; también se jugó otro partido de Serie B, por la última fecha del torneo 2017 de Serie B, Olmedo recibió a la Liga Deportiva Universitaria de Loja el 29 de noviembre de 2017, a las 15:00, el resultado terminó favorable al Ciclón de los Andes por 1–0.

## Remodelación
En el año 2017 se decide adecentar el escenario deportivo de Guano con la finalidad de conseguir el aval de la Federación Ecuatoriana de Fútbol para que se puedan desarrollar partidos de la Primera Categoría del fútbol ecuatoriano, se logró mejorar el estadio construyendo el muro exterior de cercamiento, aumentando la cantidad de graderíos, entre otras correcciones en toda la infraestructura, con estas mejoras el estadio quedó listo para ser utilizado en Campeonatos de Segunda Categoría y Primera Categoría profesional. Toda la gestión estuvo a cargo de la Municipalidad de Guano.

## Galería

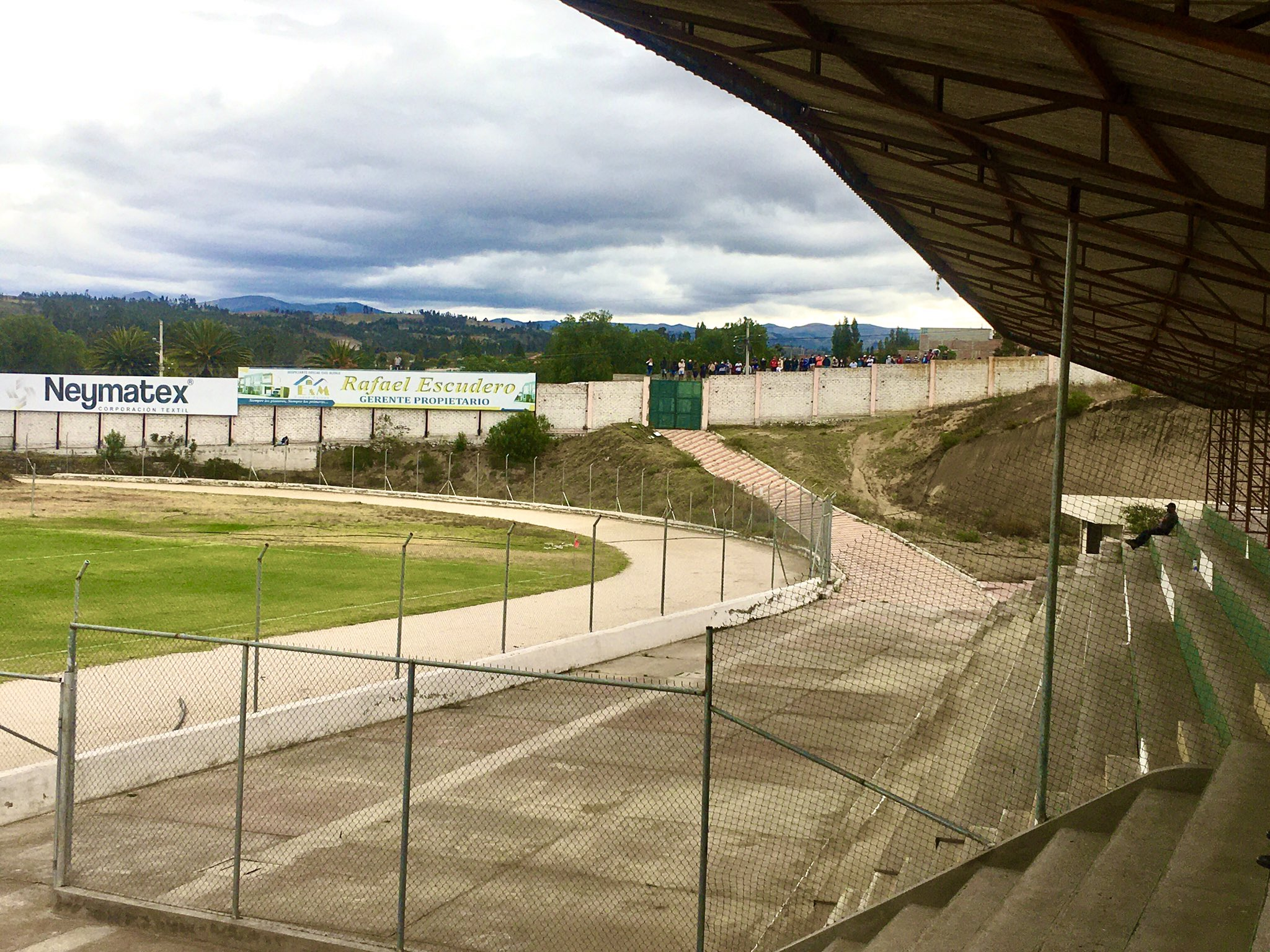
Vista desde la tribuna
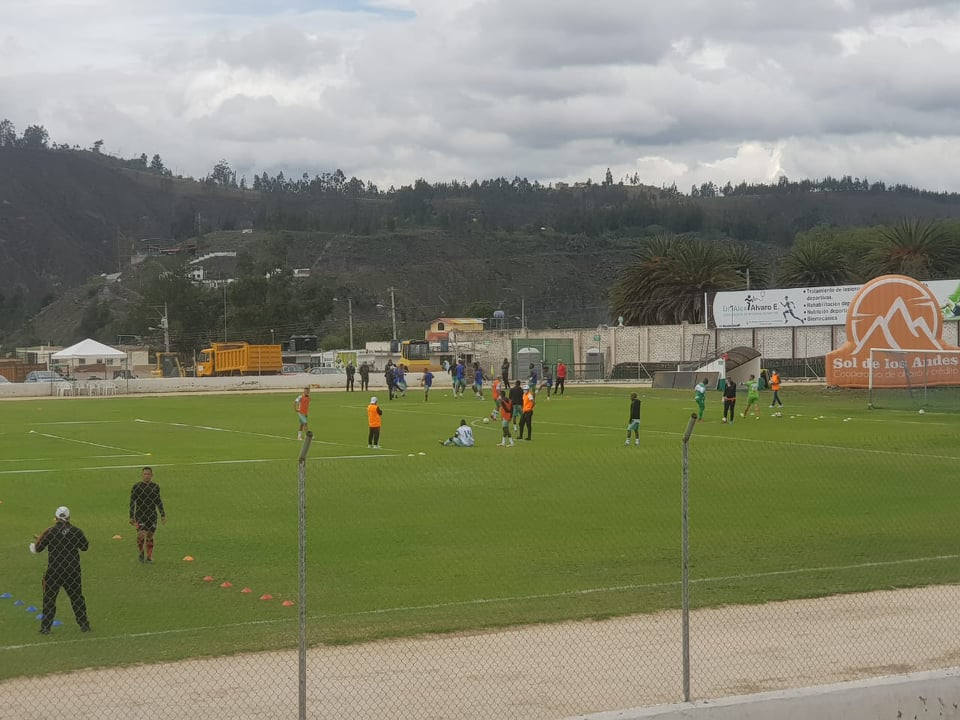
Vista desde la tribuna
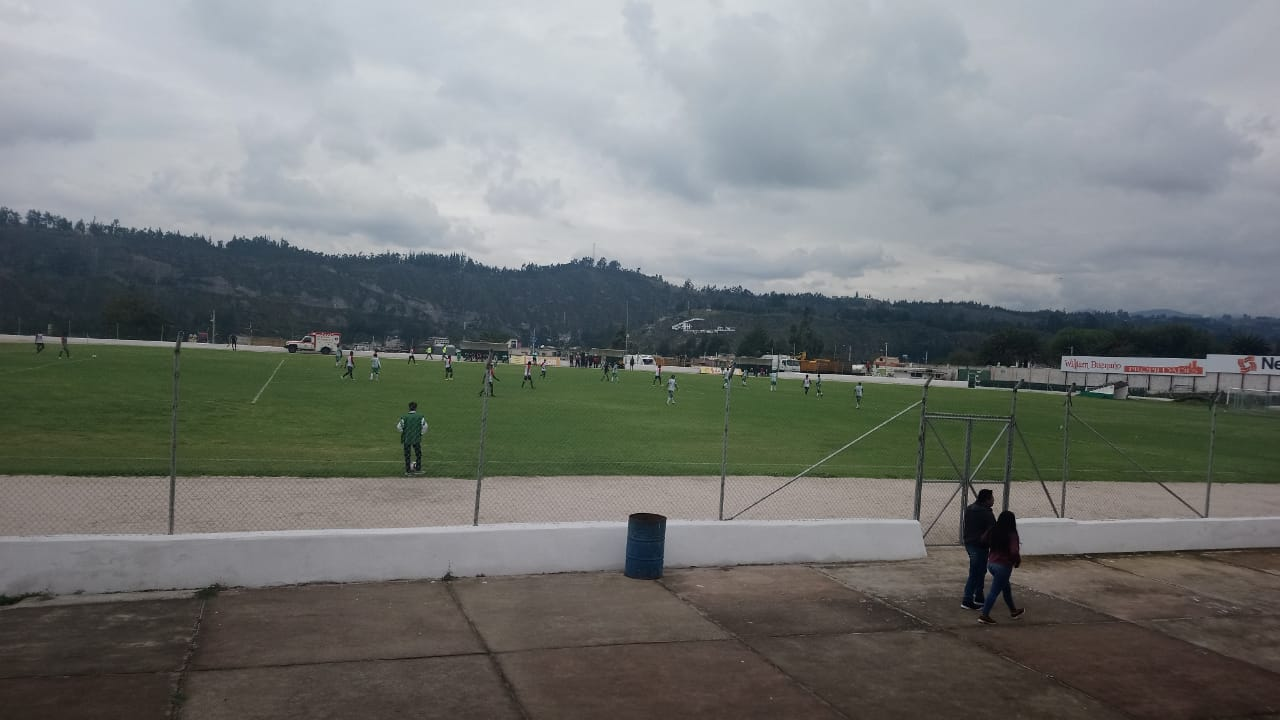
Vista desde la tribuna
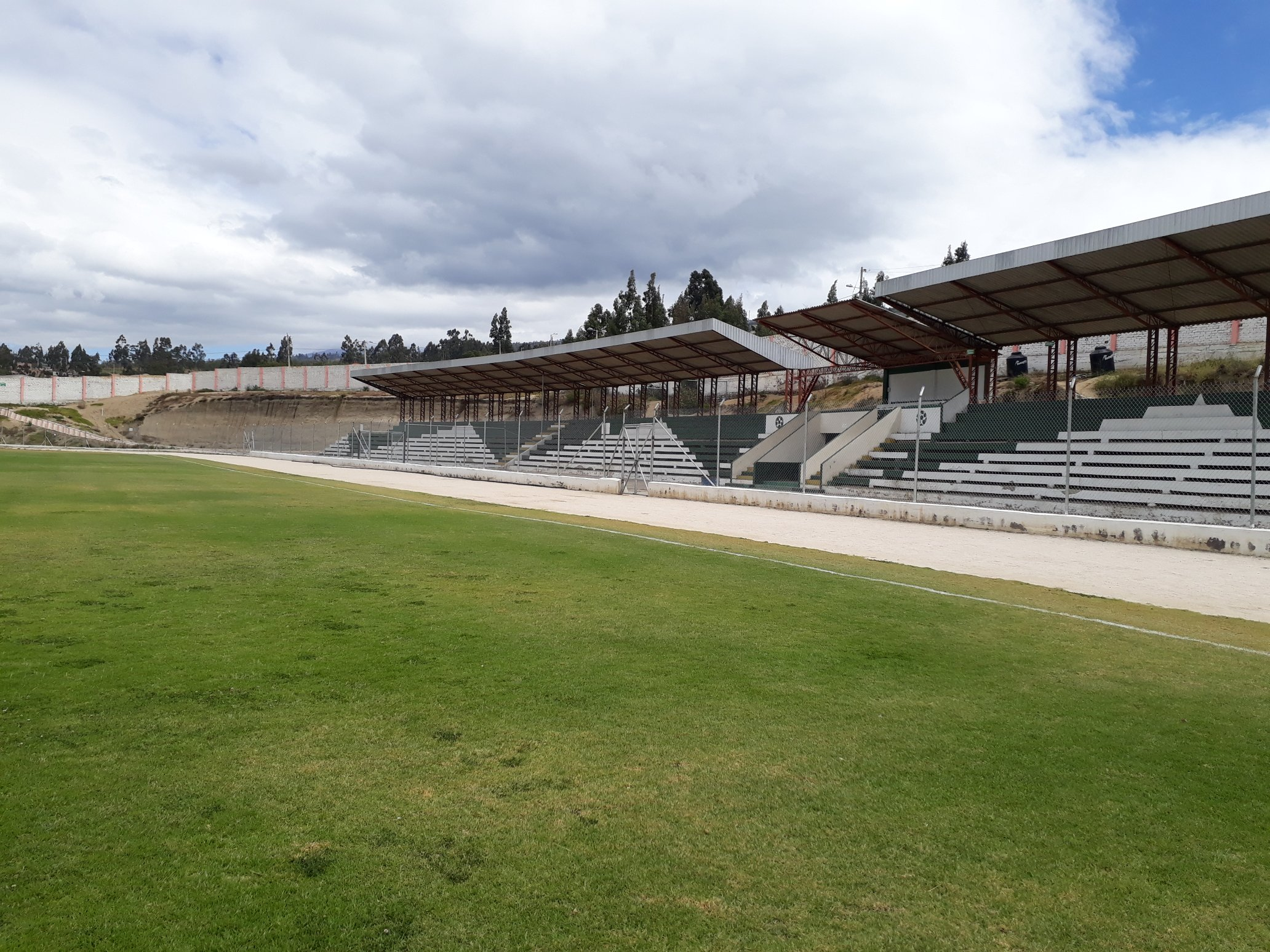
Tribuna principal (vista izquierda)
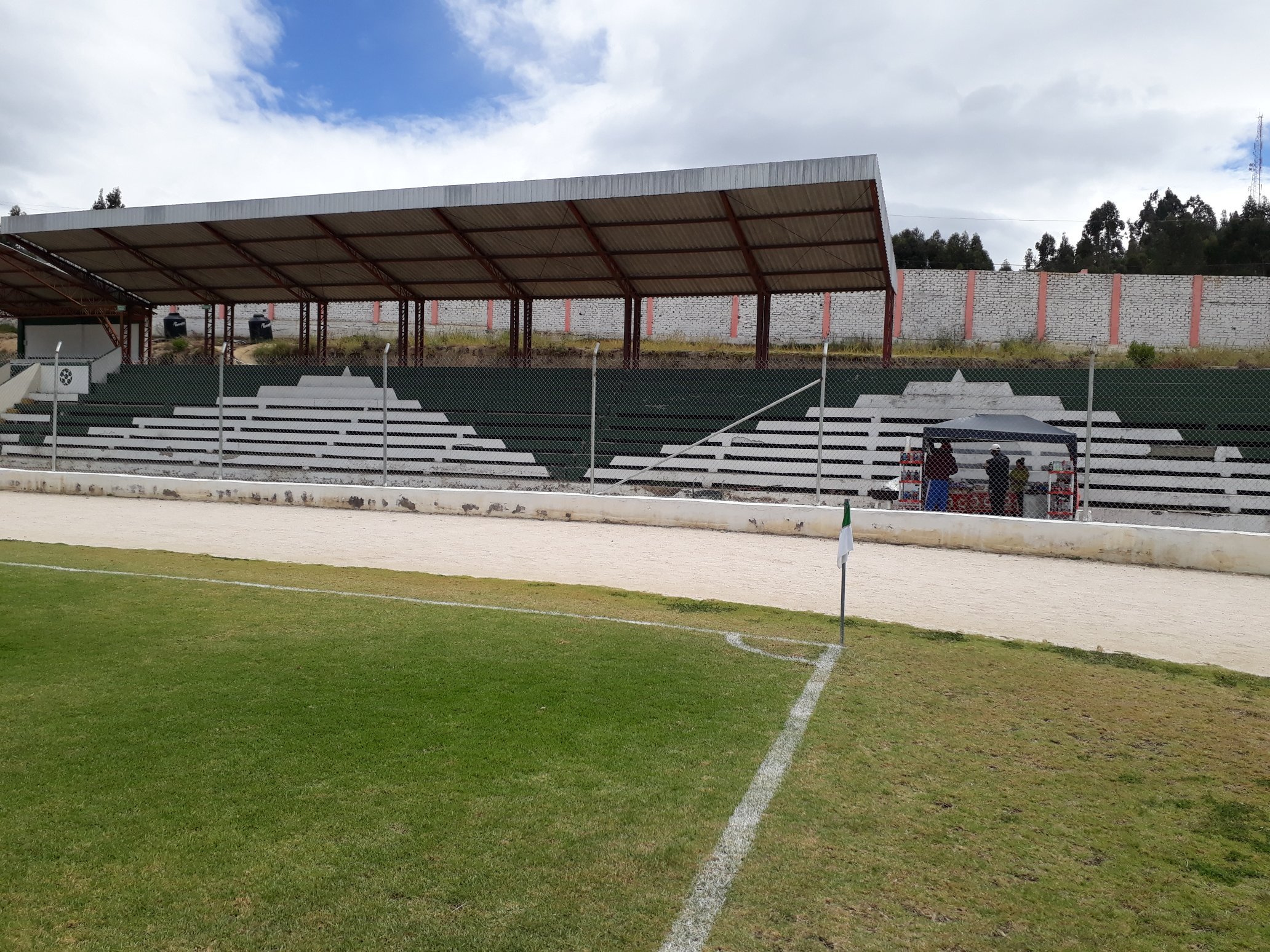
Tribuna principal (vista frontal)